# Короткоклювый гуменник

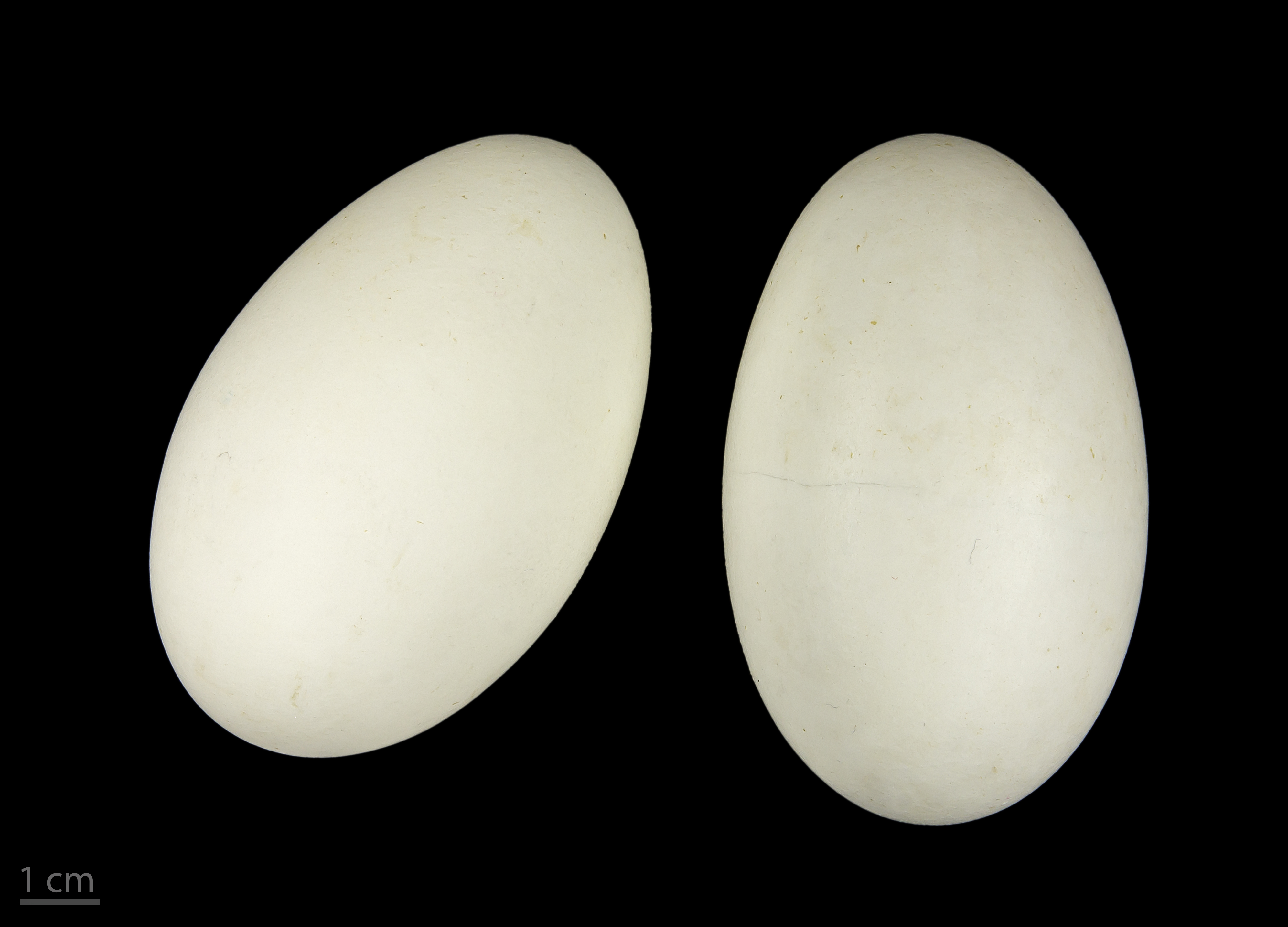
Яйца из коллекции Тулузского музея

Короткоклювый гуменник (лат. Anser brachyrhynchus) — водоплавающая птица из семейства утиных. Раньше часто рассматривался как подвид гуменника (Anser fabalis).

## Описание
Во многом схож с гуменником.
Обычно располагается небольшими колониями, устраивая гнезда неподалёку одно от другого на кочках, на вершинах бугорков или на кучах валунов. Гнездо представляет небольшое углубление в одном из таких мест и выстилается пухом.

## Ареал
Гренландия, Исландия, Шпицберген. Перелётный вид, зимовки устраивает в Великобритании, Нидерландах, Западной Дании.

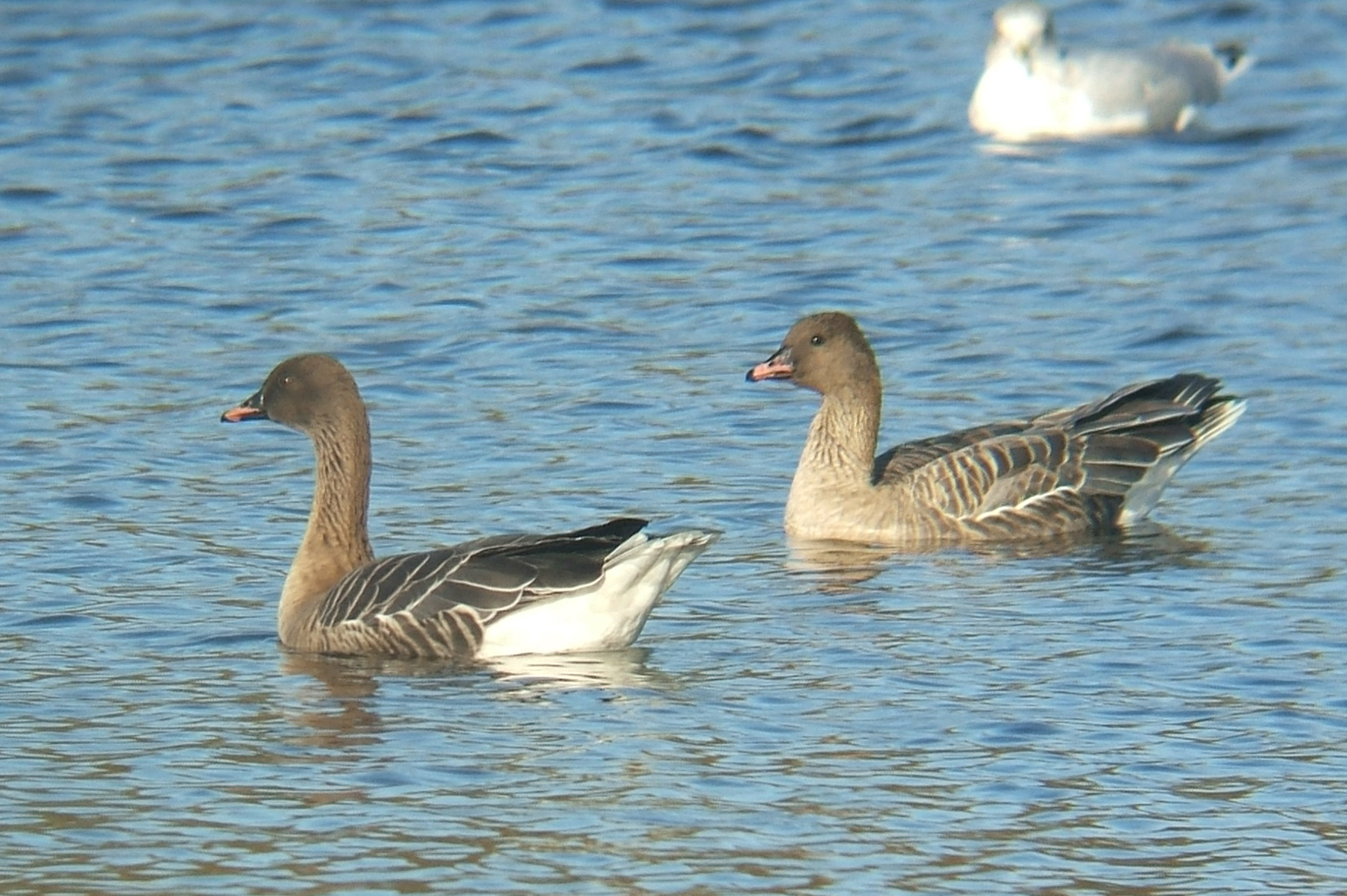